# Rattus
Rattus (Fischer, 1803) è un genere di roditori della famiglia dei Muridi, conosciuti comunemente con il nome di ratti. Il genere comprende due specie cosmopolite e commensali dell'uomo, il ratto nero e il ratto delle chiaviche.

## Descrizione

### Dimensioni
Al genere Rattus appartengono roditori di medie e grandi dimensioni, con lunghezza della testa e del corpo tra 133 e 271 mm, la lunghezza della coda tra 108 e 302 mm e un peso fino a 500 g.

### Caratteristiche craniche e dentarie
Il cranio è allungato e presenta un rostro corto e sottile, il restringimento inter-orbitale moderato, le creste sopra-orbitali ben sviluppate che si estendono posteriormente sull'ampia scatola cranica, particolarmente allungata nel ratto delle chiaviche. Le placche e le arcate zigomatiche sono di forma e dimensioni normali. I fori palatali anteriori sono lunghi, le bolle timpaniche variano tra le varie specie e possono essere grandi e rigonfie. Gli incisivi superiori sono lisci e possono essere ortodonti od opistodonti, ovvero con le punte rivolte verso il basso oppure verso l'interno della bocca. I molari hanno la corona bassa, il primo possiede cinque radici ed è lungo quanto gli altri due, con il terzo ridotto. Tutti hanno cuspidi appuntite.
Sono caratterizzati dalla seguente formula dentaria:

### Aspetto
Il corpo è solitamente compatto. La pelliccia è ruvida, spesso cosparsa di peli semi-spinosi. I piedi sono lunghi e sottili, tipici delle specie terricole. Le tre dita centrali sono uguali tra loro in lunghezza, il quinto raggiunge la base del quarto, mentre l'alluce è solitamente più corto del quinto dito. I cuscinetti sono 5 sul palmo delle mani e 6 sulle piante dei piedi. Le zampe anteriori hanno il terzo ed il quarto dito più lunghi. La coda è generalmente più lunga della testa e del corpo, scarsamente ricoperta di peli e rivestita di scaglie disposte ad anelli sovrapposti. Le orecchie sono di proporzioni normali. Il numero di mammelle varia notevolmente tra le specie e va da un minimo di solo due paia inguinali nei membri del R.xanthurus species Group, fino ad un massimo di sei paia nei R.rattus species Group, R.norvegicus species Group e R.fuscipes species Group.

## Distribuzione

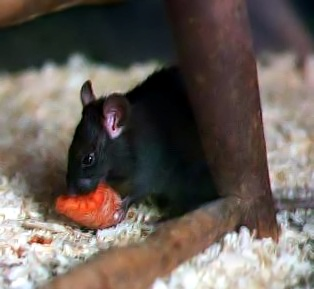
Rattus rattus

Originario dell'Ecozona paleartica e dell'Ecozona orientale, si è diffuso nel resto del mondo in momenti diversi; in particolare il Ratto delle chiaviche giunse in Europa solo nel tardo Medioevo (a dispetto del nome scientifico non sembra fosse presente in Norvegia prima della metà del XVIII secolo). Successivamente popolò le Americhe, l'Africa e l'Oceania viaggiando a bordo delle navi dei coloni e degli esploratori. Le specie endemiche sono invece limitate alle isole dell'Indonesia, delle Filippine e di alcune isole dell'Oceano Indiano ed alcune di esse sono a rischio di estinzione. Non esistono specie native africane ed europee.

## Tassonomia
Il genere comprende attualmente 60 specie. Rattus timorensis e Rattus ranjiniae, considerata la differenza morfologica dalle altre specie, potrebbero appartenere a due distinti generi. Diverse specie sono cosmopolite e commensali dell'Uomo.
- Gruppo R. rattus
  - Rattus adustus
  - Rattus andamanensis
  - Rattus argentiventer - commensale dell'Uomo
  - Rattus baluensis
  - Rattus blangorum
  - Rattus hoffmanni
  - Rattus hoogerwerfi
  - Rattus koopmani
  - Rattus losea - commensale dell'Uomo
  - Rattus lugens
  - Rattus mindorensis
  - Rattus mollicomulus
  - Rattus osgoodi
  - Rattus palmarum
  - Rattus rattus - commensale dell'Uomo
  - Rattus simalurensis
  - Rattus stoicus
  - Rattus tanezumi - commensale dell'Uomo
  - Rattus tawitawiensis
  - Rattus tiomanicus - commensale dell'Uomo
- Gruppo R. exulans
  - Rattus exulans - commensale dell'Uomo
- Gruppo R. fuscipes - Ratti nativi dell'Australia
  - Rattus colletti
  - Rattus fuscipes
  - Rattus lutreolus
  - Rattus sordidus
  - Rattus tunneyi
  - Rattus villosissimus
- Gruppo R. leucopus - Ratti nativi della Nuova Guinea
  - Rattus detentus
  - Rattus elaphinus
  - Rattus feliceus
  - Rattus giluwensis
  - Rattus jobiensis
  - Rattus leucopus
  - Rattus mordax
  - Rattus nikenii
  - Rattus novaeguineae
  - Rattus praetor
  - Rattus steini
- Gruppo R. norvegicus
  - Rattus nitidus - commensale dell'Uomo
  - Rattus norvegicus - commensale dell'Uomo
  - Rattus pyctoris
- Gruppo R. xanthurus - Ratti nativi di Sulawesi
  - Rattus bontanus
  - Rattus marmosurus
  - Rattus pelurus
  - Rattus salocco
  - Rattus xanthurus
- Incertae Sedis
  - Rattus enganus
  - Rattus everetti
  - Rattus feileri
  - Rattus hainaldi
  - Rattus halmaheraensis
  - Rattus korinchi
  - Rattus macleari
  - Rattus montanus
  - Rattus morotaiensis
  - Rattus nativitatis
  - Rattus ombirah
  - Rattus ranjiniae
  - Rattus sanila
  - Rattus satarae
  - Rattus taliabuensis
  - Rattus timorensis

## Convivenza con l'uomo

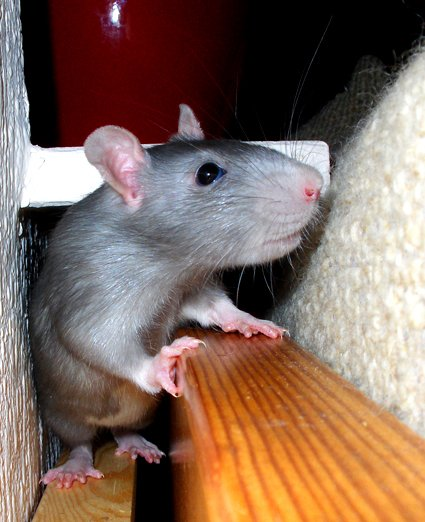
Il ratto blu americano, una razza di ratto domestico

La convivenza dei ratti con l'uomo può essere molto problematica. Il ratto è un animale estremamente prolifico, e in assenza di predatori può giungere rapidamente alla sovrappopolazione. Essendo un onnivoro, e opportunista nella ricerca di cibo, può causare danni alle coltivazioni, a riserve alimentari come magazzini o dispense; ma può anche creare danni di altri generi (per esempio, è noto che i ratti spesso danneggiano i cavi elettrici masticandoli). Da questo punto di vista, i ratti non si distinguono in modo sostanziale da altri roditori.
Nella percezione comune, il principale pericolo associato ai ratti è legato all'igiene. Un ratto selvatico, che viva nelle fogne, può essere affetto da oltre 30 malattie trasmissibili all'uomo, inclusi il tifo e la peste bubbonica, e la febbre da morso di ratto. Si ritiene comunemente (sebbene la questione sia talvolta messa in discussione) che l'epidemia della Peste Nera, che devastò l'Europa nel XIV secolo, fosse dovuta al micro-organismo Yersinia pestis, portato dalla pulce Xenopsylla cheopis, a sua volta parassita del Rattus rattus. I ratti selvatici moderni possono portare la leptospirosi (sebbene la trasmissione della malattia all'uomo richieda circostanze molto specifiche). L'idea che i ratti possano "contaminare" l'uomo o l'ambiente è anche legata al fatto che, in contesti urbani e suburbani, sono spesso abitatori di fognature e depositi di rifiuti. A dispetto di questi luoghi comuni, il ratto, in natura, è generalmente un animale estremamente robusto e sano, molto pulito se vive in un ambiente che lo permetta (e dunque lontano dalle fogne).
Sia il Rattus norvegicus che il Rattus rattus (meno diffuso) sono stati addomesticati e sono animali da compagnia piuttosto diffusi. Come nel caso dei cani o dei gatti, i ratti domestici si sono differenziati nel tempo in numerose razze con caratteristiche morfologiche differenti. Le razze principali sono il manx (ratto senza coda), il satin (dal pelo lucente e vellutato), l'hairless (ratto nudo, senza pelo, usato per testare cosmetici), i dumbo (con le orecchie di dimensioni maggiori). I colori sono molto vari e vanno dal nero al marrone al bianco passando per i pezzati, i siamesi e gli albini.
Il ratto domestico è noto per la sua intelligenza e socievolezza, e risulta essere un animale estremamente pulito, che può essere agevolmente addomesticato e persino addestrato.
I ratti domestici vengono anche spesso utilizzati per nutrire serpenti tenuti in cattività (soprattutto boidi).

## Ricerca scientifica sui ratti
I ratti, come molti altri roditori, sono spesso utilizzati come animali da laboratorio. In particolare, il Rattus norvegicus è un modello animale molto utilizzato in tossicologia ed in studi sul sistema nervoso.

## I ratti nella cultura

### Cultura occidentale
Nel mondo occidentale, al ratto sono associate quasi esclusivamente immagini negative, come "sporcizia", "putridume", "malattia"; spesso viene usato metaforicamente come emblema di corrispondenti morali di queste immagini (per esempio disonestà e falsità). È possibile che questa visione del ratto abbia le sue radici anche nel trauma subito dall'Europa durante la Peste Nera. Venne inoltre utilizzato in alcuni manifesti americani fino agli inizi del XX secolo come simbolo antitaliano, venendo considerato ed usato tuttora come simbolo discriminatorio.
Poiché la presenza di ratti viene percepita come un'infestazione, viene considerata accettabile la pratica di avvelenare i ratti con pesticidi, mentre questo non vale per altri animali randagi che potrebbero causare problemi simili a quelli imputabili ai ratti.
Spesso la distinzione fra "topo" e "ratto" viene trascurata, e il ratto viene confuso con un "grosso topo" (già gli Antichi Romani si limitavano a distinguere fra mures maximi e mures minimi, "topi grandi" e "piccoli"). Quando viene fatta una distinzione, il ratto è di solito rappresentato come una controparte infida e aggressiva del più mite "topolino".

#### I ratti nella finzione
I ratti nella narrativa e nel cinema occidentali sono in genere rappresentati in modo coerente con gli stereotipi comuni propri di questa cultura, e non raramente con riferimenti impliciti o espliciti alla peste. 
- Nella fiaba del Pifferaio di Hamelin, un'infestazione di ratti dà inizio a una catena di eventi che causeranno la "morte" di tutti i bambini del paese.
- In 1984 di George Orwell, la fobia dei ratti viene usata come strumento di tortura.
- Nel romanzo horror The Rats di James Herbert, ratti mutanti diventano divoratori di uomini.
- Nel racconto "I topi" di Dino Buzzati, una casa viene infestata da un gran numero di enormi ratti, i quali arrivano a prendere il controllo dell'abitazione e a sottomettere i proprietari umani della stessa.
- Nella serie di Redwall di Brian Jacques i ratti sono i principali "cattivi".
- Anche nel film Rats di Tibor Takács i ratti sono i principali "cattivi", giganteschi e nutriti col sangue.
- Il professor Rattigan, antagonista del film Disney Basil l'investigatopo, è un ratto a differenza di quasi tutti i personaggi della vicenda che sono topi.
- Nell'albo "La marea grigia" della serie a fumetti Martin Mystere, il Detective dell'Impossibile indaga su un'invasione di ratti a Venezia.
- Nella raccolta di racconti "A volte ritornano" di Stephen King, il racconto intitolato "Secondo turno di notte" narra le vicende di alcuni operai di una filanda alle prese con dei mostruosi ratti nascosti negli scantinati della stessa.
- Nel film d'animazione di Enzo D'Alò La gabbianella e il gatto, gli antagonisti sono: i topi che sono marroni, poi c'è l'attendente che è quel topo verde che sta sempre al fianco del Grande Topo ed infine c'è il Grande Topo che è tutto blu ed è il capo della banda di ratti.

Alcuni autori hanno giocato su questo pregiudizio nei confronti dei ratti ribaltandolo a effetto. Per esempio, ratti "buoni" sono protagonisti di opere come il film d'animazione Brisby e il segreto di NIMH, la serie televisiva Ratz, il romanzo Il prodigioso Maurice e i suoi geniali roditori di Terry Pratchett e il film d'animazione della Pixar Ratatouille. Anche Splinter, il maestro delle Tartarughe Ninja, è un ratto, e sono ratti anche i due protagonisti del più recente Ratti matti.

### Cultura orientale

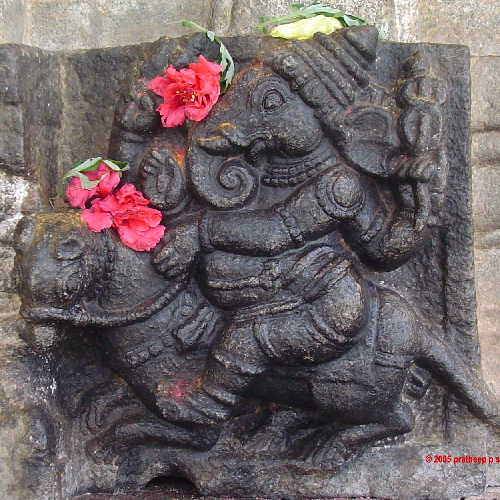
Gaṇeśa che cavalca il suo ratto; scultura nel tempio di Vaidyeshwara a Talakkadu, Karnataka, India

La cultura orientale è generalmente più benevola verso il ratto; per esempio, esso è il primo dei dodici animali dello zodiaco cinese, e le caratteristiche che gli corrispondono includono creatività, onestà, generosità, ambizione e velocità nelle decisioni.
Nel mondo induista il ratto è la cavalcatura di Gaṇeśa, e generalmente considerato con rispetto o addirittura devozione. Nella città indiana di Deshnoke, per esempio, è diffuso un particolare culto dei ratti, visti come la reincarnazione dei Sadhu, i santi della religione indù. I fedeli si recano al Tempio dei ratti per offrire cibo a questi animali, e considerano una benedizione poter mangiare a loro volta cibo toccato dai ratti.